# Anolis granuliceps
Anolis granuliceps – gatunek jaszczurki z rodziny Anolidae. Występuje u podnóża Andów w północno-zachodniej Ameryce Południowej.

## Systematyka
A. granuliceps zalicza się do zawierającego liczne gatunki rodzaju Anolis, klasyfikowanego obecnie w monotypowej rodzinie Anolidae. W przeszłości rodzaj ten zaliczany był do licznej w gatunki rodziny legwanowatych (Iguanidae).

## Rozmieszczenie geograficzne
Jaszczurka zasiedla tereny od północnego zachodu Ekwadoru do departamentu Chocó w zachodniej Kolumbii. Znajdują się tam zachodnie stoki Andów.
Siedlisko zwierzęcia stanowią tropikalne wilgotne lasy nizinne – do wysokości 800 m n.p.m.

## Zagrożenia i ochrona
W Czerwonej księdze gatunków zagrożonych IUCN Anolis granuliceps jest klasyfikowany jako gatunek najmniejszej troski (LC, ang. Least Concern).
Gatunek ten nie jest zbyt pospolity, a trend liczebności jego populacji nie jest znany.
IUCN wymienia deforestację jako lokalne zagrożenie dla gatunku.